# Andrew Walker
Cet article concerne le joueur de rugby à XV australien. Pour l'acteur canadien, voir Andrew W. Walker.
Pour les articles homonymes, voir Walker.

a Compétitions nationales et continentales officielles uniquement.

b Matchs officiels uniquement.
Dernière mise à jour le 20 juillet 2012.
Andrew M. Walker, né le 22 novembre 1973 à Shoalhaven, est un joueur de rugby à XV qui a joué avec l'équipe d'Australie et dans le Super 12 évoluant au poste d'arrière ou d'ailier.

## Biographie
Andrew Walker débute au rugby à XV puis a joué au rugby à XIII avec les St. George Dragons en 1991 puis les Sydney Roosters en 1995. En 2000, il retourne au rugby à XV devenant un des meilleurs marqueurs d'essais du Super 12 avec les Brumbies. Il joue avec l'équipe d'Australie des moins de 17 ans et des moins de 21 ans. Il dispute son premier test match le 15 juillet 2000 contre la Nouvelle-Zélande. Son dernier test match est contre cette même équipe le 1er septembre 2001.

## Statistiques en équipe nationale
- 7 sélections
- 11 points (1 essai, 2 pénalités)
- sélections par année : 1 en 2000, 6 en 2001